# Пильдони-Чингак
Пильдони Чингак (тадж. Пилдони Чингак) — село в Лахшском районе Таджикистана. Административно относится к сельской общине (джамоату дехота) Пилдон. Расстояние от села до центра района (пгт Вахдат) — 20 км, до центра джамоата (село Пильдони Миёна) — 3 км. Население — 911 человек (2017 г.), таджики. Население в основном занято сельским хозяйством. Земли орошаются из реки Сурхоб. 

## Этимология
Этимология слова пилдон не известно, в то время как чингак с таджикского означает изможенный.